# Into You
"Into You" é uma canção da cantora estadunidense Ariana Grande, contida em seu terceiro álbum de estúdio Dangerous Woman (2016). Foi composta pela própria em conjunto com Savan Kotecha, Alexander Kronlund, Max Martin e Ilya Salmanzadeh, sendo produzida pelos dois últimos. A faixa foi lançada digitalmente como o segundo single do álbum em 6 de maio de 2016, dia no qual foi disponibilizada através da pré-venda do disco, e foi posteriormente enviada para rádios mainstream e rhythmic em 28 de junho de 2016, através da Republic Records.

## Recepção crítica
Jamieson Cox da plataforma The Verge afirmou que a canção “pode ser a mais cativante do álbum até à data. Você pode agradecer ou culpar o deus do pop Max Martin e sua quadrilha de compositores pelos afiados sintetizadores disco”. Jessie Morris da revista Complex elogiou a produção da canção, dizendo: “Grande desce numa toca de coelho de vocais furtivos que brilham em algo profundo, com uma latejante produção antes de ferver no refrão, onde um dorso estilizado na disco explode com um gancho monstruoso”. Enquanto escrevia para o website Idolator, Rachel Sonis concedeu uma revisão positiva da faixa, atestando que a canção “pode ser a mais escandalosa dela [de Grande] até agora”. Sonis também afirmou que “a monstruosa batida EDM -pop da faixa faz lembrar do álbum anterior de Grande, My Everything, e o cativante refrão terá todos nas pistas de dança”.
Em novembro de 2021, a Billboard considerou a canção como a melhor de todo o catálogo de Grande.

## Apresentações ao vivo
Grande apresentou "Into You" na televisão pela primeira vez durante sua participação nos Billboard Music Awards de 2016. A apresentação foi considerada uma das melhores performances da noite pelas revistas Billboard, Rolling Stone e Time. Grande também apresentou a canção no final da décima temporada do talent show The Voice.

## Faixas e formatos
| Download digital |            |         |  |
| N.º              | Título     | Duração |  |
| 1.               | "Into You" | 4:04    |  |

## Créditos
Todo o processo de elaboração de "Into You" atribui os seguintes créditos:
Gravação e publicação
- Gravada nos MXM Studios e Wolf Cousins Studios (Estocolmo)
- Mixada nos MixStar Studios (Virginia Beach, Virginia)
- Masterizada nos Sterling Sound (Nova Iorque)
- Publicada pelas empresas MXM — administrada pela Kobalt — (ASCAP), Wolf Cousins (STIM), Warner/Chappell Music Scand. (STIM), Grandefinale LLC e Grandari Music (ASCAP)

Produção